# Dewey F. Bartlett
Dewey Follett Bartlett, född 28 mars 1919 i Marietta, Ohio, död 1 mars 1979 i Tulsa, Oklahoma, var en amerikansk republikansk politiker. Han var guvernör i delstaten Oklahoma 1967–1971. Han representerade sedan Oklahoma i USA:s senat 1973–1979.
Bartlett utexaminerades 1942 från Princeton University. Han deltog i andra världskriget som pilot i USA:s marinkår. Han gifte sig 1945 med Ann Chilton Smith och paret fick tre barn. Bartlett var sedan verksam inom oljeindustrin i Oklahoma. Han ägde även en ranch där. Han var ledamot av Oklahomas senat 1963–1966.
Bartlett efterträdde 1967 Henry Bellmon som guvernör i Oklahoma. För första gången i Oklahomas historia var det möjligt för guvernören att ställa upp till omval. Bartlett utnyttjade möjligheten att kandidera men förlorade guvernörsvalet i Oklahoma 1970.
Senator Fred R. Harris kandiderade inte till omval i senatsvalet 1972. Bartlett besegrade kongressledamoten Ed Edmondson i valet och efterträdde Harris som senator i januari 1973. Han ställde inte upp till omval i senatsvalet 1978 på grund av hälsoskäl. Han efterträddes sedan 1979 i senaten av David L. Boren. Bartlett avled kort därpå i lungcancer. Han gravsattes på Calvary Cemetery i Tulsa.